# Cetyltrimethylammoniumbromid
Cetyltrimethylammoniumbromid (CTAB bzw. CTABr) ist eine quartäre Ammoniumverbindung mit einer langkettigen Alkylgruppe mit 16 Kohlenstoffatomen.

## Eigenschaften
CTAB ist ein kationisches Tensid, das als Detergens Verwendung findet.
Es bildet, abhängig von der Salzkonzentration in der Lösung, Ionenpaare (Salze) mit Nukleinsäuren wie DNA und RNA, die in Wasser löslich aber in konzentriertem Alkohol unlöslich sind. Bei Raumtemperatur sind CTAB-Lösungen mehrere Jahre stabil. Es liegt in Form eines weißen, kristallinen Pulvers vor.

## Verwendung
CTAB wird eingesetzt
- als Phasentransferkatalysator von Polyamiden, Polycarbonaten und Polythiocarbonaten.
- in der Biochemie.
  - bei der DNA-Extraktion (Plasmid-Isolierung). Bei dieser Methode werden störende Polysaccharide und Proteine durch Komplexbildung und Fällung der DNA mit CTAB abgetrennt (CTAB-Methode).[4]
  - als kationisches Tensid bei der Chromatographie.
  - in der CTAB-PAGE, einer Gelelektrophorese zur Bestimmung der Molmasse von Proteinen, die ein ungewöhnliches Wanderungsverhalten zeigen (z. B. stark positiv geladene Proteine oder Membranprotein-Untereinheiten).[5]
  - bei der Fällung von hochmolekularer DNA, vor allem aus pflanzlichem Material (genomische DNA). Das Gewebe oder die Zellen werden in CTAB-enthaltenden Puffern homogenisiert.
  - als Additiv in der Ionenpaarchromatographie.
- als Titrant für potentiometrische Titration von Perchloraten mit ionenselektiven Elektroden.
- als Konservierungsstoff und Desinfektionsmittel (C. ist ein effektives antiseptisches Mittel gegen Bakterien und Pilze.) und ist in Kosmetika und Haarpflegemitteln, Sanitärreinigern, Impfstoffen und Avivagen enthalten.[2]
  - als Wirkstoff in Medikamenten (etwa in Mund- und Rachentherapeutika).
- als Hilfsstoff in Epoxidharzbeschichtungen.
- als Surfactant in der Kapillarelektrophorese (CE) zur Umkehr des elektroosmotischen Flusses (EOF).
- als Korrosionsinhibitor bei der CO2-Korrosion von Eisen.
- als Komponente für Nährmedien (Cetrimid-Agar) zum Nachweis von Bakterien (u. a. Pseudomonas aeruginosa).
- als Stabilisator bei der Synthese von anorganischen Nanopartikeln
- zur Einführung von Mesoporen in Zeolith Y[6]